# Waidhofen an der Ybbs
Waidhofen an der Ybbs (česky Bejdov nad Jívicí) je statutární město v Dolních Rakousích. Žije zde přibližně 11 tisíc obyvatel.

## Významní rodáci
- Wolfgang Sobotka (* 1956), rakouský politik

## Partnerská města
- Freising, Německo (1986)
- Laatzen, Německo (1986)
- Möhringen an der Donau, Německo (1956)